# Carles Soria
Carles Soria Grau (Calaf, 8 ottobre 1996) è un calciatore spagnolo, difensore del Lamia.

## Caratteristiche tecniche
È un terzino destro.

## Carriera
Cresciuto nel settore giovanile dell'Espanyol, debutta con la squadra riserve il 23 agosto 2015 in occasione dell'incontro di Segunda División B vinto 1-0 contro lo Lleida.

## Statistiche

### Presenze e reti nei club
Statistiche aggiornate al 7 gennaio 2024.
| Stagione             | Squadra              | Campionato           | Campionato | Campionato | Coppe nazionali | Coppe nazionali | Coppe nazionali | Coppe continentali | Coppe continentali | Coppe continentali | Altre coppe | Altre coppe | Altre coppe | Totale | Totale |
| Stagione             | Squadra              | Comp                 | Pres       | Reti       | Comp            | Pres            | Reti            | Comp               | Pres               | Reti               | Comp        | Pres        | Reti        | Pres   | Reti   |
| -------------------- | -------------------- | -------------------- | ---------- | ---------- | --------------- | --------------- | --------------- | ------------------ | ------------------ | ------------------ | ----------- | ----------- | ----------- | ------ | ------ |
| 2015-2016            | Espanyol B           | SDB                  | 25         | 1          | -               | -               | -               | -                  | -                  | -                  | -           | -           | -           | 25     | 1      |
| 2016-2017            | Espanyol B           | SDB                  | 37         | 3          | -               | -               | -               | -                  | -                  | -                  | -           | -           | -           | 37     | 3      |
| 2017-2018            | AEK Larnaca          | AK                   | 8          | 1          | CC              | 4               | 0               | UEL                | 2                  | 0                  | -           | -           | -           | 14     | 1      |
| 2018-2019            | Espanyol B           | SDB                  | 32         | 1          | -               | -               | -               | -                  | -                  | -                  | -           | -           | -           | 32     | 1      |
| 2019-2020            | Espanyol B           | SDB                  | 25         | 1          | -               | -               | -               | -                  | -                  | -                  | -           | -           | -           | 25     | 1      |
| Totale Espanyol B    | Totale Espanyol B    | Totale Espanyol B    | 119        | 6          |                 | -               | -               |                    | -                  | -                  |             | -           | -           | 119    | 6      |
| 2020-2021            | Estoril Praia        | SL                   | 21         | 0          | CP+CdL          | 6+1             | 0               | -                  | -                  | -                  | -           | -           | -           | 28     | 0      |
| 2021-2022            | Estoril Praia        | PL                   | 24         | 0          | CP+CdL          | 1+1             | 0               | -                  | -                  | -                  | -           | -           | -           | 26     | 0      |
| Totale Estoril Praia | Totale Estoril Praia | Totale Estoril Praia | 45         | 0          |                 | 9               | 0               |                    | -                  | -                  |             | -           | -           | 54     | 0      |
| 2022-2023            | PAS Giannina         | SL                   | 26+5       | 0          | CG              | 1               | 0               | -                  | -                  | -                  | -           | -           | -           | 32     | 0      |
| 2023-2024            | PAS Giannina         | SL                   | 16         | 0          | CG              | 0               | 0               | -                  | -                  | -                  | -           | -           | -           | 16     | 0      |
| Totale PAS Giannina  | Totale PAS Giannina  | Totale PAS Giannina  | 42+5       | 0          |                 | 1               | 0               |                    | -                  | -                  |             | -           | -           | 48     | 0      |
| Totale carriera      | Totale carriera      | Totale carriera      | 214+5      | 7+0        |                 | 14              | 0               |                    | 2                  | 0                  |             | -           | -           | 235    | 7      |